# Blauwkeelarassari
De blauwkeelarassari (Aulacorhynchus caeruleogularis) is een vogel uit de familie Ramphastidae (toekans).

## Verspreiding en ondersoorten
Deze soort komt voor van Costa Rica tot Colombia en telt twee ondersoorten:
- A. c. caeruleogularis: van Costa Rica tot westelijk Panama.
- A. c. cognatus (violetkeelarassari): van oostelijk Panama tot noordwestelijk Colombia.